# Formiguer de Rio de Janeiro
El formiguer de Rio de Janeiro (Cercomacra brasiliana) és una espècie d'ocell de la família dels tamnofílids (Thamnophilidae).

## Hàbitat i distribució
Habita els boscos del sud-est del Brasil.